# Test d'émulsion
Le test d'émulsion est une méthode de révélation de la présence de lipides en utilisant la chimie par voie humide.

## Principe
De l'éthanol, alcool qui dissout les lipides potentiellement présents, est ajouté à un échantillon et le mélange ainsi formé est agité, avant que de l’eau soit ajoutée et que le mélange soit agité à nouveau : si une certaine quantité de lipide est présente, le mélange devient opaque, blanc laiteux, car les lipides ne se dissolvant pas dans l'eau, il se forme une émulsion qui, par nature, est moins transparente qu'une solution.